# Magnetita

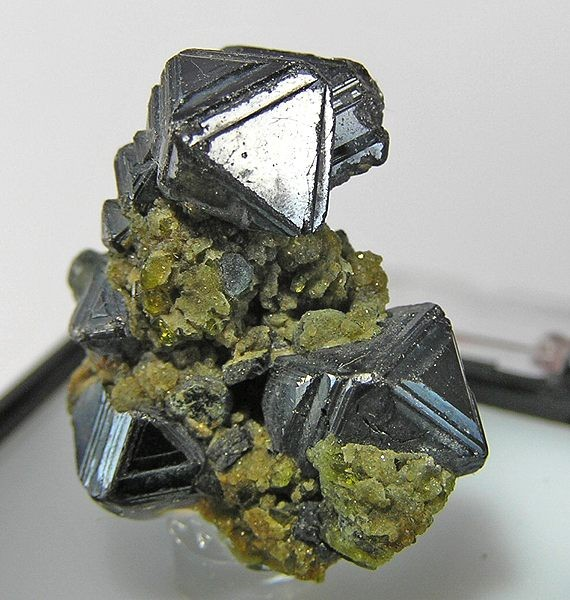
Magnetita

A magnetita (ou magnetite em português europeu) é o material magnético mais antigo conhecido pelos seres humanos. Ele é um mineral magnético formado pelos óxidos de ferro II e III (FeO.Fe2O3), cuja fórmula química é Fe3O4. A magnetita apresenta na sua composição, aproximadamente, 69% de FeO e 31% de Fe2O3 ou 72,4% de ferro e 26,7% de oxigênio. O mineral apresenta forma cristalina isométrica, geralmente na forma octaédrica. É um material de dureza 5,5 - 6,5, fortemente magnético, de cor alaranjada, de brilho metálico, com peso específico entre 5,158 e 5,180. É um mineral que se dissolve lentamente em ácido clorídrico.
A magnetita é a pedra-ímã mais magnética de todos os minerais da Terra, e a existência desta propriedade foi utilizada para a fabricação de bússolas.O nome magnetita vem da região onde a mesma era antigamente encontrada, que era a Magnésia (região da Grécia), e magnésia quer dizer "lugar das pedras mágicas", pois estas pedras "magicamente" atraiam-se.[carece de fontes?]

## Ocorrência e obtenção
É encontrada em formato de pequenos grãos, disseminada nas rochas ígneas e metamórficas.
Grandes depósitos de magnetita foram encontrados em Kiruna, região nordeste da Suécia, e nas Montanhas Adirondack, na região de Nova Iorque dos Estados Unidos. Também foram encontrados depósitos na Noruega, Alemanha, Itália, Suíça, África do Sul, Índia, México, e nos estados americanos de Nova Jérsei, Pennsylvania, Carolina do Norte, Virginia, New Mexico, Utah e Colorado.
É encontrada, algumas vezes, em grande quantidade nas areias de praia conhecidas como areia mineral, areia ferrosa ou areia preta. Este tipo de areia é encontrada em vários lugares, principalmente na Califórnia ( Estados Unidos ) e na costa oeste da Nova Zelândia. A magnetita é resultado de erosão do solo que os rios levam para o mar, concentrando-se nas praias pela ação das ondas e das correntes marítimas. A magnetita também é encontrada em meteoritos.
Em sítios arqueológicos é possível encontrar magnetitas que possuem sua gênese vinculada aos processos de oxiredução ocorridos em ambientes de fogueiras.
Em Portugal ocorre em diversas jazidas de norte a sul, com destaque para as regiões do Marão e do Alentejo.

## Ocorrência em organismos vivos
Cristais de magnetita são encontrados em certos tipos de bactérias (por exemplo, na Aquaspirillum magnetotacticum), em cérebros de abelhas, cupins, peixes, ursos, alguns pássaros (por exemplo, em pombos) e em seres humanos.
Acredita-se que estes cristais estão envolvidos no processo de magnetorrecepção (capacidade de perceber a polaridade ou a inclinação do campo magnético da Terra) e na navegação animal por orientação magnética.
O estudo de biomagnetismo começou com as descobertas do paleontologista Heinz Lowenstam na década de 1960.

## Características e propriedades
Minerais de magnetita que contêm de 3,8% a 6,3% de manganês são denominados manganomagnetita, e quando está associada com o corindon é conhecida como esmeril. A magnetita, quando aquecida a uma temperatura superior a 550 °C, adquire a estrutura da hematita (Fe2O3).

### Transição de Verwey
A transição de Verwey ocorre quando a temperatura é reduzida abaixo de 125 kelvins, a magnetita muda de metal para isolador, seus átomos mudam para uma nova estrutura cristalina e suas cargas formam um padrão ordenado complicado. Essa transformação de fase extraordinariamente complexa, que foi descoberta na década de 1940 e é conhecida como transição de Verwey, foi a primeira transição metal-isolante já observada. Os pesquisadores, em 2020, descobriram impressões digitais das quase-partículas que conduzem a transição de Verwey em magnetita.
O mecanismo por trás da transição de Verwey mostra ondas anômalas congelando à temperatura de transição. São ondas feitas de elétrons que deslocam os átomos circundantes e se movem coletivamente como flutuações no espaço e no tempo. Nunca foram encontradas ondas congeladas na magnetita. Essas eram objetos que conspiravam para desencadear essa complexa transição de fase. Esses objetos que formam a ordem de carga de baixa temperatura na magnetita são "trimerons", blocos de construção de três átomos, deslizando para frente e para trás.